# Anne Sofie von Otter

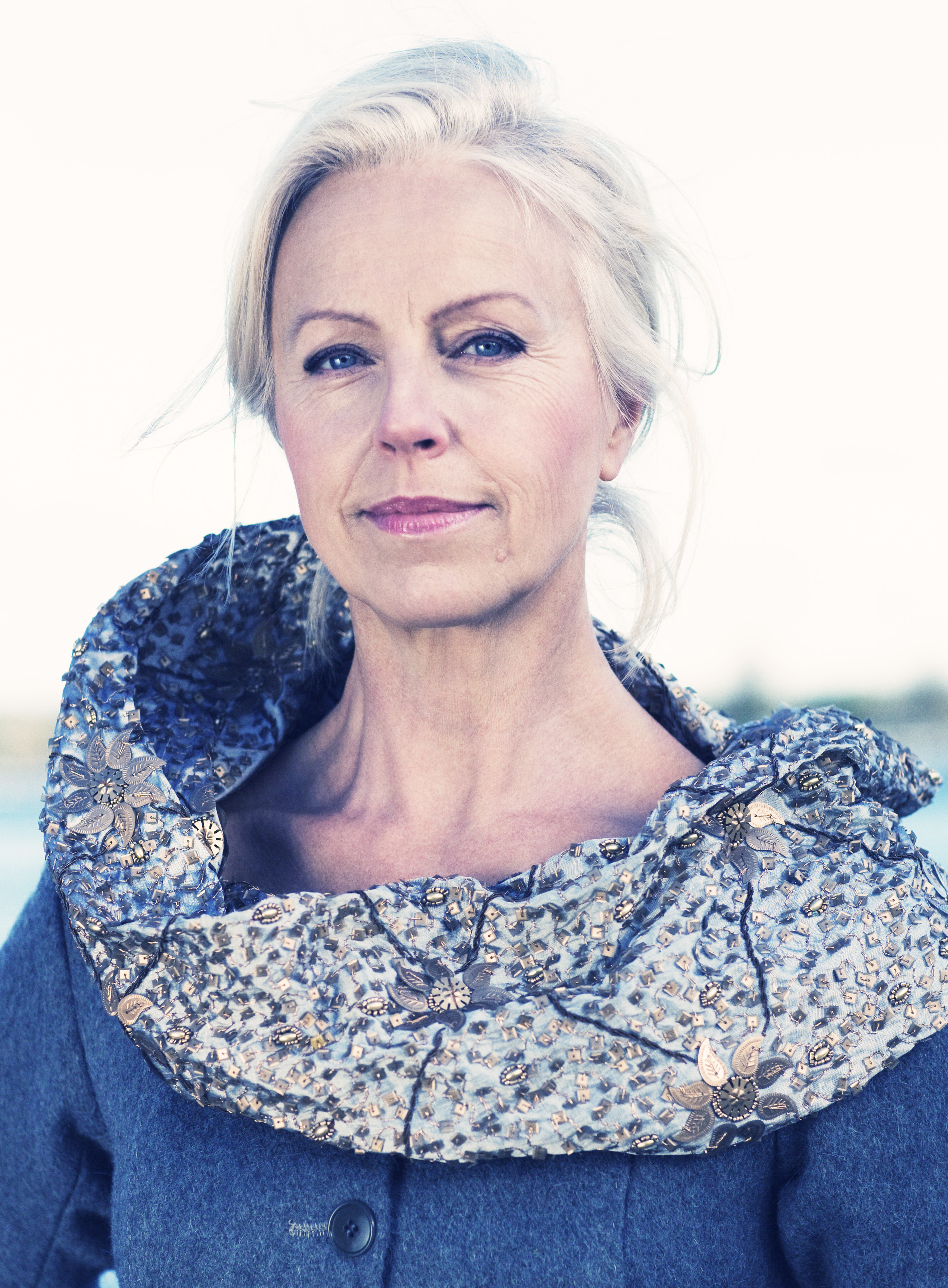
Anne Sofie von Otter 2011

Anne Sofie von Otter (* 9. Mai 1955 in Stockholm) ist eine schwedische Opernsängerin (Mezzosopran).

## Leben
Anne Sofie von Otter ist Tochter des Diplomaten Baron Göran von Otter. Sie wuchs in Stockholm, Bonn und London auf und war bis zu dessen Tod im März 2018 mit dem Theaterregisseur Benny Fredriksson verheiratet, dem ehemaligen Direktor des Stockholmer Stadttheaters. Sie hat zwei Söhne und lebt mit ihrer Familie in Schweden.
Nach einem Studium in Stockholm und an der Guildhall School of Music and Drama in London war sie von 1983 bis 1985 Mitglied des Ensembles des Basler Stadttheaters. 1985 gab sie ihr Debüt im Royal Opera House, Covent Garden. Seitdem arbeitet sie auch mit dem Label Deutsche Grammophon zusammen. 1988 hatte sie ihr Debüt an der Metropolitan Opera in New York. An der Wiener Staatsoper sang sie Idamante in Idomeneo (1994), Oktavian in Der Rosenkavalier (1994–1999), Komponist in Ariadne auf Naxos (1999) und Waltraute in Götterdämmerung (2015). Sie tritt regelmäßig in großen Konzerthäusern in Europa und Nordamerika unter großen Dirigenten auf.
2004 sang von Otter an der Pariser Opéra Bastille in Béatrice et Bénédict von Berlioz sowie die Clairon in Capriccio von Richard Strauss. 2005 war sie bei den BBC Proms mit Gustavo Dudamel und dem Göteborg Symphony Orchestra zu erleben. Die Uraufführung von Sven-David Sandströms Johannespassion, in der sie den Evangelisten sang, fand 2006 in Stockholm statt. 2007 gab sie ihr Rollendebüt als Brangäne in Wagners Tristan und Isolde in der Inszenierung von Peter Sellars, diese Rolle sang sie unter anderem auch 2010 in der Royal Festival Hall, London. 2008 sang sie in Strawinskys The Rake’s Progress unter Nikolaus Harnoncourt im Theater an der Wien.
Im Mai 2014 gab sie am Teatro Real Madrid das Rollendebüt als Muse in Jacques Offenbachs Oper Hoffmanns Erzählungen. Im Juni 2025 singt sie in der Uraufführung von Philippe Manourys Die letzten Tage der Menschheit die Rolle des Angelus Novus.
Seit 1980 arbeitet sie mit dem Pianisten Bengt Forsberg zusammen, der seither ihr ständiger Begleiter bei Liedinterpretationen ist.

## Werk
Das Repertoire ihrer Tonaufnahmen ist weitreichend. Beginnend mit Barockwerken bis hin zu Musik des 20. Jahrhunderts, über Volkslieder und Popmusik hat sie inzwischen etwa 60 CDs allein bei ihrem Label Deutsche Grammophon herausgebracht, die zahlreiche Auszeichnungen eingebracht haben. Mit Elvis Costello nahm sie die CD For The Stars mit bekannten Pop-Titeln auf. 2006 erschien I Let The Music Speak mit Songs von ABBA, auf der Benny Andersson (früheres Mitglied der schwedischen Pop-Band) den Klavierpart einspielte.
2007 erschien von Anne Sofie von Otter ein Album mit Liedern, die Autoren und Komponisten im KZ Theresienstadt geschaffen haben. „Das Album“, so Norman Lebrecht in der Frankfurter Rundschau, „ist die Wiedergutmachung einer Tochter, die die ungesungenen Lieder der unbekannten Opfer“ zwei Männern widmet, die versucht haben, Opfer zu retten und gescheitert sind: Anne Sofies Vater und Kurt Gerstein. „Die Lieder und von Otters Vortrag sind schlicht, direkt und unmittelbar bewegend. Nichts an diesem Album klingt nach einer Darbietung, vielmehr wird eine grundlegende Wahrheit vermittelt, der Gesang eines Engels.“

## Auszeichnungen
- 2003: Rolf-Schock-Preis in der Sparte Musik
- 2006: Bremer Musikfest-Preis
- 2011: Frankfurter Musikpreis
- 2011: Komtur des Ordre des Arts et des Lettres
- 2015: Grammy Award (Bestes klassisches Gesangssolo: Douce France)

## Diskografie
| Jahr | Titel                    | Höchstplatzierung, Gesamtwochen, AuszeichnungChartplatzierungen (Jahr, Titel, Platzierungen, Wochen, Auszeichnungen, Anmerkungen) | Höchstplatzierung, Gesamtwochen, AuszeichnungChartplatzierungen (Jahr, Titel, Platzierungen, Wochen, Auszeichnungen, Anmerkungen) | Höchstplatzierung, Gesamtwochen, AuszeichnungChartplatzierungen (Jahr, Titel, Platzierungen, Wochen, Auszeichnungen, Anmerkungen) | Anmerkungen |
| Jahr | Titel                    | DE | UK | SE | Anmerkungen |
| ---- | ------------------------ | --- | --- | --- | --- |
| 1993 | Sånger                   | — | — | SE46 (1 Wo.)SE | |
| 1994 | Speak Low                | — | — | SE25 (4 Wo.)SE | |
| 1999 | Home For Christmas       | — | — | SE16 (7 Wo.)SE | Deutsche Grammophon |
| 2001 | For The Stars            | DE59 (5 Wo.)DE | UK67 (2 Wo.)UK | SE25 (5 Wo.)SE | meets Elvis Costello |
| 2006 | I Let The Music Speak    | — | — | SE13 (12 Wo.)SE | |
| 2006 | Noël                     | — | — | SE59 (1 Wo.)SE | mit Bengt Forsberg |
| 2007 | Terezín / Theresienstadt | — | — | SE56 (1 Wo.)SE | Bengt Forsberg, Pavel Haas, Hans Krása, Viktor Ullmann, Emmerich Kálmán, Erwin Schulhoff, Ilse Weber, Adolf Strauss, Martin Roman, Carlo S. Taube, Karel Svenk Deutsche Grammophon |
| 2008 | Vivaldi                  | DE100 (1 Wo.)DE | — | — | mit Daniel Hope & Chamber Orchestra Of Europe |
| 2010 | Ombre de mon amant       | — | — | SE32 (2 Wo.)SE | |
| 2011 | Love Songs               | — | — | SE34 (1 Wo.)SE | mit Brad Mehldau |
| 2014 | Douce France             | — | — | SE58 (1 Wo.)SE | |

Weitere Alben
- 1981: Gian Giacomo Carissimi – Jefta, – Monteverdi, Rameau, Mendelsohn, Ives (Propius, Schallplatte Prop)
- 2005: Benedetto Ferrari, John Dowland, u. a. – Music for a While (Deutsche Grammophon)
- 2007: Edvard Grieg, Hans Christian Andersen, Henrik Ibsen, Vilhelm Krag, Aasmund Olafsson Vinje – Grieg: Songs (Deutsche Grammophon)
- 10 Classic Albums. Sonderausgabe der Deutschen Grammophon zum 60. Geburtstag.